# Archimandrita
El título archimandrita (del griego antiguo ἀρχιμανδρίτης), usado principalmente en la Iglesia ortodoxa y las Iglesias orientales católicas, aludía originalmente a un abad superior al que un obispo designaba para supervisar varios abades «ordinarios» (higúmenos) y monasterios, o al abad de algún monasterio especialmente grande e importante. Cuando la supervisión de los monasterios pasó a otro oficial episcopal (el Gran Sacelario o sacristán), el título se convirtió en puramente honorario, sin relación con ningún monasterio real, otorgándose a clérigos como señal de respeto o gratitud por sus servicios (este honor solo se concede a aquellos sacerdotes que han tomado el voto del celibato —«monásticos»—, mientras los clérigos casados pueden recibir en su lugar el título de arcipreste).
El título ha sido de uso común desde el siglo V, pero aparece por vez primera en una carta a Epifanio, antepuesta a su Panarion (c. 375), si bien la Historia lausiaca de Paladio puede evidenciar su uso común en el siglo IV aplicado a san Pacomio.

## Etimología
El término procede del griego: el primer elemento de ἀρχι archi-, ‘superior’, o de archon, ‘gobernante’, y la segunda raíz de μάνδρα madra, ‘cercado’ o ‘redil’, en alusión al monasterio (compárese el uso de «rebaño» para referirse a la congregación).

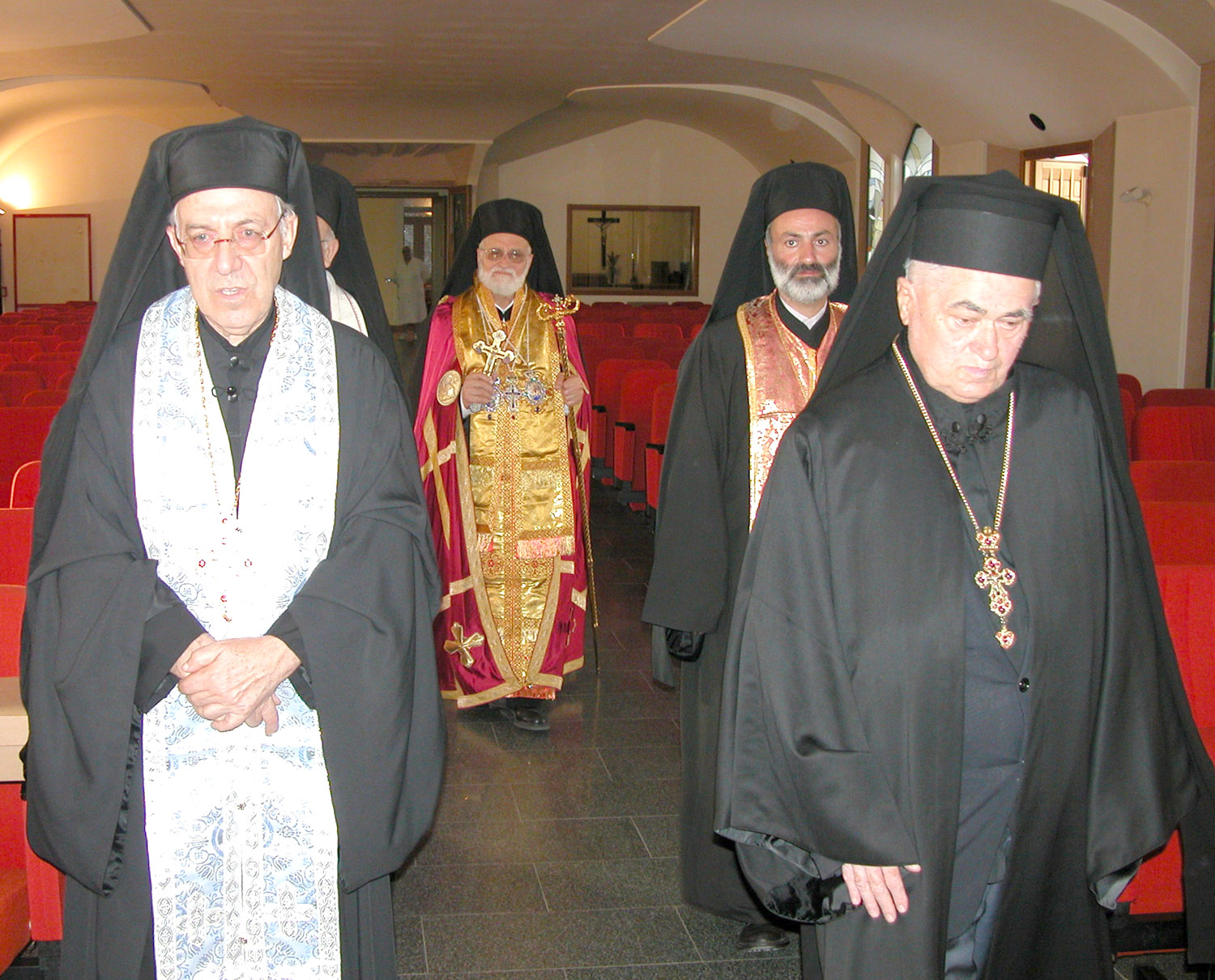
El patriarca Melkita Gregorio III (centro) con algunos archimandritas, visitando el Santuario de Nuestra Señora de Caravaggio (Italia, 11 de septiembre de 2008).

## Uso ruso
La Iglesia ortodoxa rusa adquirió el título de «archimandrita» en su significado honorario. Inicialmente, en algunos casos servía como un título adicional: por ejemplo, manuscritos de 1174 mencionan al Higúmeno Policarpo del Monasterio de las Cuevas de Kiev como «Higúmeno Archimandrita».
En 1784 Catalina II de Rusia secularizó las tierras y los siervos de los monasterios de la Iglesia ortodoxa rusa que clasificó los monasterios en tres grupos, concediendo el título de «archimandrita» solo a los abades al frente de monasterios de primera o segunda clase.
Los deberes de un higúmeno (abad de un monasterio de tercera clase) y un archimandrita no difieren, pero durante los servicios religiosos el higúmeno viste un simple manto, mientras los archimandritas visten un manto decorado con textos sagrados y una mitra, y llevan un báculo pastoral (pateritsa).
La Iglesia ortodoxa rusa suele elegir a sus obispos de entre quienes son archimandritas.